# Holocaust ở Latvia
Holocaust ở Latvia đề cập đến các tội ác chiến tranh do Đức Quốc xã và các cộng tác viên gây ra đối với người Do Thái trong thời kỳ Latvia bị chiếm đóng.

## Giai đoạn Đức chiếm đóng

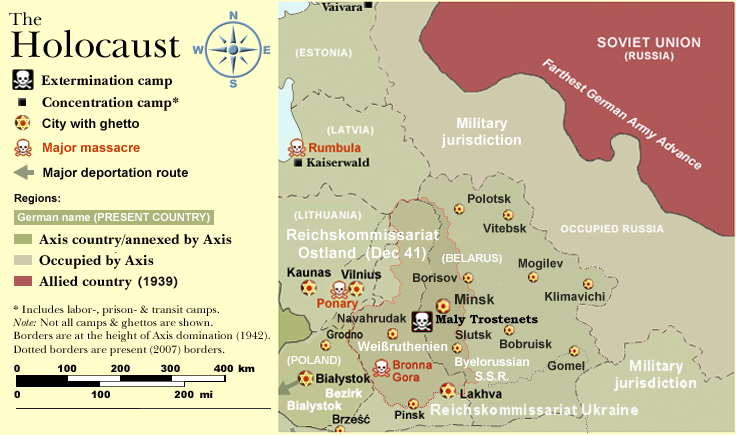
Holocaust ở Reichskommissariat Ostland (bao gồm Latvia): một bản đồ

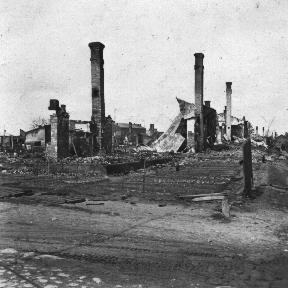
Hỏa hoạn ở Daugavpils, tháng 7 năm 1941

Quân đội Đức đã vượt qua biên giới Liên Xô vào sáng sớm Chủ nhật, ngày 22 tháng 6 năm 1941, trên một mặt trận rộng từ Biển Baltic đến Hungary. Người Đức tiến qua Litva về phía Daugavpils và các điểm chiến lược khác ở Latvia. Nhà nước cảnh sát Đức Quốc xã bao gồm một tổ chức gọi là Dịch vụ bảo vệ (tiếng Đức: Sicherheitsdienst), thường được gọi là SD, và trụ sở của nó ở Berlin được gọi là Văn phòng chính an ninh quốc gia (hoặc Reich) (Reichss Richheitshauptamt), được biết đến bởi tên viết tắt RSHA.

### SD ở Latvia
Trước cuộc xâm lược, SD đã tổ chức bốn "Đơn vị đặc nhiệm", được biết đến với tên tiếng Đức là Einsatzgruppen. Tên của các đơn vị này là một uyển ngữ, vì mục đích thực sự của chúng là giết một số lượng lớn người mà Đức quốc xã coi là "không mong muốn". Những người này bao gồm những người Cộng sản, di gan, người tâm thần và đặc biệt là người Do Thái. Einsatzgruppen theo sát phía sau lực lượng xâm lược Đức và có mặt ở Latvia chỉ sau vài ngày, và đôi khi chỉ sau vài giờ, sau khi Wehrmacht Đức chiếm đóng một khu vực nhất định của đất nước này.
Lực lượng SD ở Latvia có thể được phân biệt bằng hình ảnh và mô tả bằng đồng phục của họ. Màu đen đầy đủ của SS Đức quốc xã hiếm khi được mặc; thay vào đó, trang phục thông thường là đồng phục Wehrmacht màu xám với điểm nhấn màu đen. Họ đeo miếng vá SD ở tay áo bên trái, áo màu vàng và biểu tượng Đầu thần chết (Totenkopf) trên mũ của họ. Các cấp bậc SD giống hệt với SS. SD không đeo biểu tượng tia sét SS trên các tab cổ áo bên phải của họ mà thay vào đó bằng Totenkopf hoặc chữ "SD".
SD lần đầu tiên thiết lập quyền lực của mình ở Latvia thông qua Einsatzgruppe A, được chia thành các đơn vị gọi là Einsatzkommandos 1a, 1b, 2 và 3.  Khi tiền tuyến di chuyển xa hơn về phía đông, Einsatzgruppe A đã rời khỏi Latvia, chỉ ở lại trong nước vài tuần, sau đó các chức năng của nó đã được "cư dân" SD, dưới quyền của Kommandant der Sicherheitspolizei un SD, nói chung được gọi bằng tên viết tắt tiếng Đức của KdS. KdS đã nhận đơn đặt hàng từ RSHA ở Berlin và từ một quan chức khác gọi là Befehlshaber (chỉ huy) der Sicherheitspolizei und des SD, hoặc BdS. Cả KdS và BdS đều phụ thuộc vào một quan chức khác được gọi là SS (hoặc cao hơn) SS và Chỉ huy cảnh sát (Höherer SS-und Polizeiführer), hoặc HPSSF. Các dòng thẩm quyền đã chồng chéo và mơ hồ. Phần phía đông của Latvia, bao gồm Daugavpils và khu vực Latgale, được giao cho Einsatzkommandos 1b (EK 1b) và 3 (EK 3). EK 1b có khoảng 50 đến 60 người và được chỉ huy bởi Erich Ehrlinger.

### Giết người bắt đầu với cuộc xâm lược của Đức Quốc xã

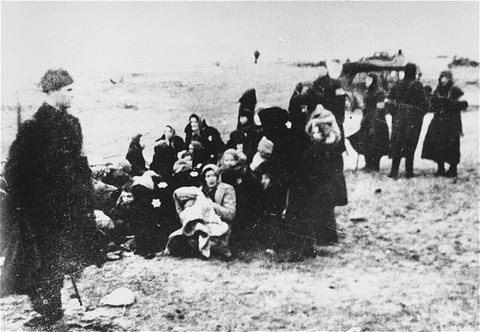
Các thành viên của một đơn vị tự vệ Latvia tập hợp một nhóm phụ nữ Do Thái để hành quyết trên một bãi biển gần Liepāja, ngày 15 tháng 12 năm 1941.

Tại Latvia, Holocaust bắt đầu vào đêm 23 đến 24 tháng 6 năm 1941, khi ở nghĩa trang Grobiņa, một phân đội SD đã giết chết sáu người Do Thái địa phương, bao gồm cả dược sĩ của thị trấn. Vào những ngày tiếp theo, 35 người Do Thái bị tiêu diệt ở Durbe, Priekule và Asīte. Vào ngày 29 tháng 6, quân xâm lược Đức Quốc xã bắt đầu thành lập đơn vị phụ trợ SD Latvia đầu tiên ở Jelgava. Mārtiņš Vagulāns, thành viên của tổ chức Pērkonkrusts, đã được chọn để đứng đầu đơn vị này. Vào mùa hè năm 1941, 300 người trong đơn vị này đã tham gia vào việc tiêu diệt khoảng 2000 người Do Thái ở Jelgava và những nơi khác ở Zemgale. Vụ giết người được giám sát bởi các sĩ quan của SD Rudolf Batz và Alfred Becu, người có liên quan đến người SS của Einsatzgruppe trong vụ này. Giáo đường Do Thái chính Jelgava đã bị đốt cháy thông qua nỗ lực chung của đơn vị này. Sau cuộc xâm lược của thành phố Riga, Walter Stahlecker, được hỗ trợ bởi các thành viên của Pērkonkrusts và các cộng tác viên địa phương khác, đã tổ chức pogrom của người Do Thái ở thủ đô của Latvia. Viktor Arājs, 31 tuổi vào thời điểm đó, một cựu thành viên của Pērkonkrusts và là thành viên của một hội anh em sinh viên, được chỉ định là người thực hiện trực tiếp hành động. Anh là một sinh viên nhàn rỗi được vợ là một chủ cửa hàng giàu có, hơn anh ta mười tuổi. Arājs đã làm việc trong Cảnh sát Latvia trong một thời gian nhất định. Anh nổi bật với suy nghĩ quyền lực và cực đoan. Người đàn ông này được nuôi dưỡng tốt, ăn mặc chỉnh tề và "với chiếc mũ sinh viên tự hào vắt lên một bên tai".